# Ronde van Salalah
De Ronde van Salalah is een meerdaagse Omaanse wielerwedstrijd in die sinds 2021 jaarlijks plaatsvindt in en rond de stad Salalah, in de regio Dhofar. De eerste twee edities, van 2021 en 2022, waren nog op amateurniveau. Sinds 2023 staat de wedstrijd op de kalender van de UCI Asia Tour met een classificatie van 2.2. De wedstrijd bestaat doorgaans uit vier etappes en voornamelijk Aziatische en Europese renners staan aan de start. 

## Palmares
| Jaar | Winnaar          | Eerste               | Tweede            |
| ---- | ---------------- | -------------------- | ----------------- |
| 2021 | Jaber Almansoori | Bilal Alsaadi        | Mostafa Alrabie   |
| 2022 | Saif Al Kaabi    | Jaber Almansoori     | Abdulla Alhammadi |
| 2023 | Grega Bole       | Abdulla Jasim Al-Ali | Kenny Nijssen     |
| 2024 | Nícolas Sessler  | Ibrahim Essabahy     | Azzedine Lagab    |

### Overwinningen per land
| Overwinningen | Land                         |
| ------------- | ---------------------------- |
| 2             | Verenigde Arabische Emiraten |
| 1             | Brazilië, Slovenië           |